# Ара жовтощокий
Ара жовтощокий (Orthopsittaca manilata) — папуга, єдиний представник роду жовтощокий ара Orthopsittaca. Зустрічається в Бразилії, Колумбії, Венесуелі, Гаяні, Суринамі, Тринідаді, Андах, Болівії, Перу. Раніше відносили до роду Ара.

## Зовнішній вигляд
Самець і самка жовтощокого ара забарвлені однаково. Дзьоб маленький, чорного кольору. У молодих птахів він блідо-чорний Щоки голі, жовтувато-білі. Райдужна оболонка очей коричнева. Лапи темно-сірі. Два пальці оберенні вперед, два — назад. Хвіст довгий, звужується до кінця.
Основне оперення темно-зелене. Лоб, махові пера сині. Шия зелена. Груди синювато-зелені, на кінці пір'я жовтувато-зелене обрамлення. На череві червоно-коричнева пляма. Хвіст зверху оливково-зелений, знизу жовто-зелений.
Довжина тіла дорослого птаха сягає до 46—50 см. Вага в середньому 250–370 г.
Тривалість життя: до 40—60 років.

## Поширення
Ці папуги населяють вологий тропічний ліс, заболочені території з пальмовими насадженнями (Mauritia flexuosa), гірські райони, окультурений ландшафт, біля води, до 500 м над рівнем моря. Не мігрує.

## Живлення
У раціон папуги входять плоди маврикійської пальми (Mauritia flexuosa), зерно, горіхи.

## Звички
Даний вид папуг активний у світлий час доби. Він дуже обережний. Під час небезпеки завмирає серед листя. Живе, спить і годується на пальмах Mauritia flexuosa. Ночує папуга групами до 5—10 особин, в залежності від внутрішнього діаметра дупла. Вранці (7—10 год ранку) птах летить на годівлю, повертається до місць ночівлі о 15—17 год.
Ара жовтощокі видають пронизливі гучні крики. Коли папуга їсть він видає муркочучі звуки.
Поза сезоном розмноження папуги тримаються невеликими зграями до декількох сотень особин.

## Розмноження
Пара у жовтощоких ара утворюється на все життя. Сезон розмноження затягнуть (до 6 місяців). Гніздо краснобрюхой ара влаштовує в дуплах мертвих пальм, що ростуть у воді, далеко від інших гнізд. Біля дерева з гніздом завжди знаходяться три птахи: одна в дуплі сидить на яйцях, два на дереві. Досі не відомо, до якої статі належить третій ара.
У Венесуелі сезон розмноження починається в травні, в Гаяні в лютому, в Тринідаді і Бразилії — у вересні.
Статеве дозрівання: у віці 3—4 роки.
Інкубація: триває 22—26 дня.
Потомство: У кладці звичайно 2—4 білих яйця (розмір 42,5 х 26,8 мм). Пташенята оперяются у віці 11 тижнів.
Охорона: даний занесений до конвенції CITES, Додаток II.